# 茨城県道223号渡戸木原線

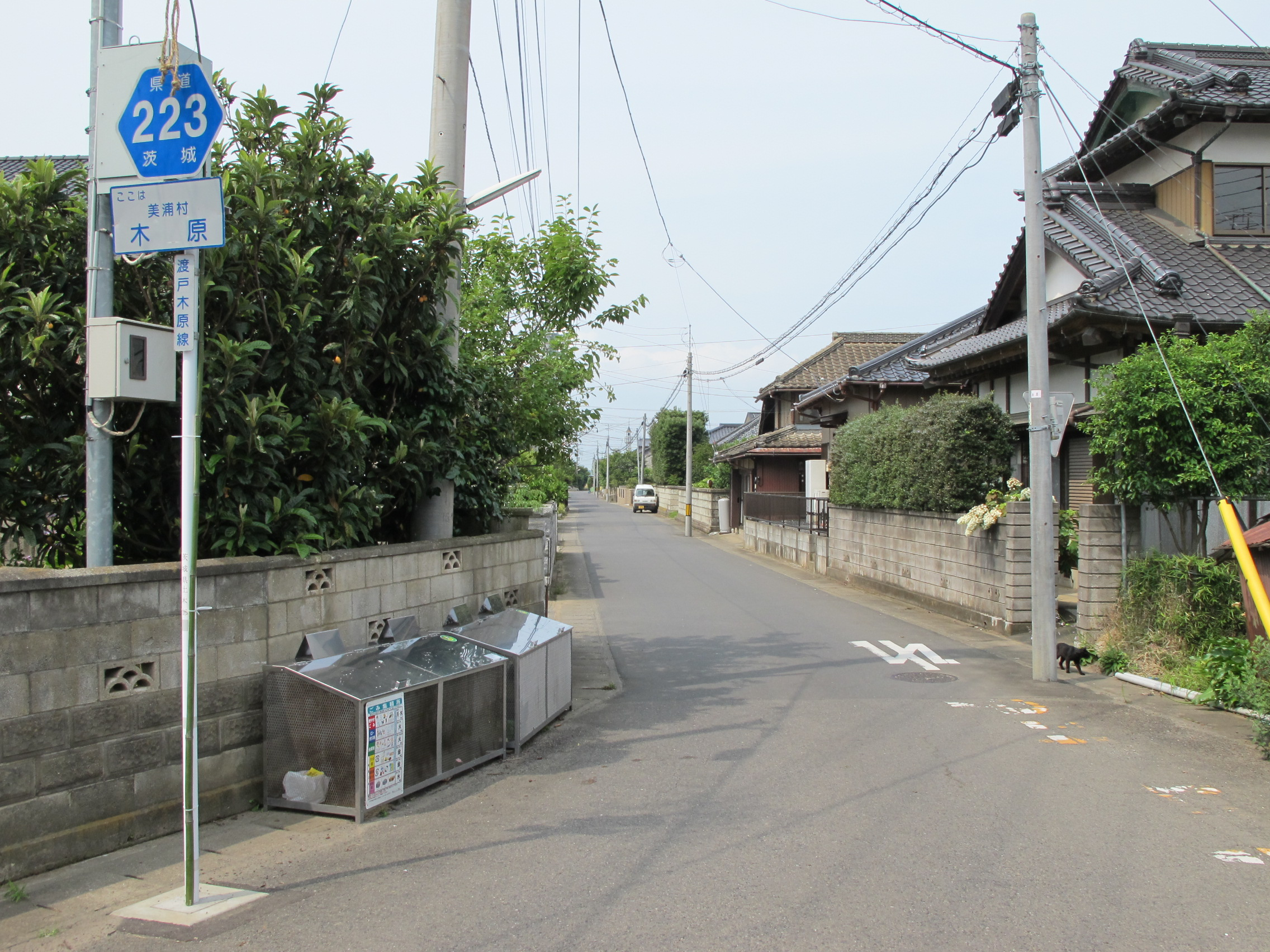
茨城県道223号渡戸木原線
美浦村木原（2013年6月撮影）

茨城県道223号渡戸木原線（いばらきけんどう223ごう わたどきはらせん）は、茨城県稲敷郡美浦村内の一般県道である。

## 概要
- 起点：茨城県稲敷郡美浦村木原[1]
- 終点：茨城県稲敷郡美浦村木原（茨城県道120号上新田木原線交点）[1]
- 総延長：0.223 km[2]
- 重用延長：なし[2]
- 未供用延長：なし[2]
- 実延長：0.223 km[2]
- 自動車交通不能区間延長[注釈 1]：なし[2]

## 歴史
1959年（昭和34年）10月14日、新たな県道として稲敷郡美浦村大字木原字渡戸を起点とし、稲敷郡美浦村大字木原を終点とする区間を本路線とする県道渡戸木原線として茨城県が県道路線認定した。
1995年（平成7年）に整理番号223となり現在に至る。

### 年表
- 1923年（大正12年）4月1日：現在の路線の前身である木原河津線が路線認定される。[3]
- 1959年（昭和34年）10月14日：現在の路線が路線認定される（図面対象番号306）[4]。道路の区域は、稲敷郡美浦村大字木原字渡戸から稲敷郡美浦村大字木原の県道上新田木原線交点までと決定された[1]。
- 1995年（平成7年）3月30日：整理番号が整理番号358から現在の番号（整理番号223）に変更される[5]。

## 地理

### 通過する自治体
- 稲敷郡美浦村

### 交差する道路
なし

### 周辺
- 霞ヶ浦
- 水神宮